# Adela z Normandii
Niektóre z zamieszczonych tu informacji wymagają weryfikacji.
Dokładniejsze informacje o tym, co należy poprawić, być może znajdują się w dyskusji tego artykułu.
 Po wyeliminowaniu niedoskonałości należy usunąć szablon {{Dopracować}} z tego artykułu.
Adela z Normandii, Adela z Blois, Adela Angielska (ur. ok. 1062–1067, zm. 8 marca 1137 w Marcigny) – hrabina Blois, córka króla Anglii i księcia Normandii Wilhelma Zdobywcy i Matyldy, córki Baldwina V, hrabiego Flandrii. Siostra królów Wilhelma II i Henryka I. Matka króla Stefana.
Jej dokładna data urodzenia nie jest znana. Przyjmuje się, że urodziła się między 1060 a 1067 r. Otrzymała staranne wykształcenie, biegle znała łacinę. Początkowo była zaręczona z Szymonem Crispinem, hrabią Amiens, który jednak ostatecznie odmówił jej poślubienia i został zakonnikiem. Ostatecznie Adela poślubiła między 1080 a 1084 r. Stefana Henryka (ok. 1045 – 19 maja 1102), syna i dziedzica Tybalda III, hrabiego Blois, i Gersendy, córki Herberta I, hrabiego Maine.
Stefan i Adela mieli razem dwanaścioro dzieci. Kolejność ich narodzin jest nieznana:
- Wilhelm (zm. 1150), hrabia Chartres, ożenił się z Agnes de Sulli, miał dzieci
- Tybald II (1092 – 8 stycznia 1152), hrabia Blois i Szampanii
- Odon, zmarł młodo
- Stefan (ok. 1096 – 25 października 1154), król Anglii
- Łucja Matylda (zm. 25 listopada 1120), żona Richarda d’Avranches, 2. hrabiego Chester
- Agnieszka, żona Hugona III de Puiset
- Eleonora (1104 – 1147), żona Raoula I, hrabiego Vermandois
- Alicja (zm. 1145), żona Renalda III, hrabiego de Joigni
- Lithuise (1094 – 1118), żona Milona I, pana de Montlhéry
- Henryk (1101 – 8 sierpnia 1171), biskup Winchester
- Humbert, zmarł młodo
- Filip (zm. 1100), biskup Châlons-sur-Marne

Adela wywierała wielki wpływ na rządy Stefana w hrabstwie Blois. Jej imię pojawia się obok imienia męża na większości dokumentów. Była szczególnie aktywna w zakresie spraw kościelnych. W 1095 r. nakłoniła męża do udziału w wyprawie krzyżowej. Podczas jego nieobecności występowała jako regentka hrabstwa w imieniu Stefana, a po jego śmierci w 1102 r. w imieniu syna Tybalda. W 1105 r. była mediatorką w sporze między jej bratem, królem Henrykiem I, a arcybiskupem Canterbury Anzelmem. W 1109 r. przekazała rządy w hrabstwie Tybaldowi.
W 1120 r. Adela wycofała się do Marcigny, gdzie spędziła ostatnie lata swojego życia. Dożyła jeszcze wstąpienia swojego młodszego syna Stefana na tron Anglii w 1135 r. Zmarła dwa lata później. Została pochowana w opactwie Świętej Trójcy w Caen.